# 纳姆吉
纳姆吉（英語：Namchi）是印度锡金邦纳姆吉县的一个城镇，也是该县的县治。总人口978（2001年）。

## 人口
2001年人口978人，其中男性573人，女性405人；0—6岁人口92人，其中男43人，女49人。